# Swansea City Ladies Football Club
Il  Swansea City Ladies Football Club, meglio noto come Swansea City, è una squadra di calcio femminile gallese con sede nella città di Swansea.

## Storia
Fondata nel 2002, partecipa nel 2009 alla prima edizione del campionato gallese femminile di calcio, vincendo le prime due edizioni e quella al termine del campionato 2016-2017.

## Palmarès

### Competizioni nazionali
- Campionato gallese: 6

2009-2010, 2010-2011, 2016-2017, 2019-2020, 2020-2021, 2021-2022
- Coppa del Galles: 3

2010-2011, 2014-2015, 2017-2018
- Premier League Cup: 1

2016
- South Wales Women's League: 6

2006-2007, 2007-2008, 2008-2009, 2009-2010, 2011-2012, 2015-2016
- South Wales Women's League Cup: 2

2007, 2008

### Altri piazzamenti
- Campionato gallese:

Terzo posto: 2018-2019